# Кулупенайское староство
Ку́лупенайское староство (лит. Kūlupėnų seniūnija) — одно из 8 староств Кретингского района, Клайпедского уезда Литвы. Административный центр — деревня Кулупенай.

## География
Расположено на западе Литвы, в восточной части Кретингского района, на Западно-Жямайтской равнине недалеко от побережья Балтийского моря. 
Граничит с Имбарским староством на севере, Дарбенайским — на северо-западе и западе, Кретингским — на юго-западе, Картянским — на юге, и Шатейкяйским староством Плунгеского района — на востоке.

## Население
Кулупенайское староство включает в себя 14 деревень.